# Päronmossa
Päronmossa (Leptobryum pyriforme) är en bladmossart som beskrevs av William M. Wilson 1855. Enligt Catalogue of Life ingår Päronmossa i släktet Leptobryum och familjen Bryaceae, men enligt Dyntaxa är tillhörigheten istället släktet Leptobryum och familjen Meesiaceae. Arten är reproducerande i Sverige. Inga underarter finns listade i Catalogue of Life.